# Baden-Baden
Baden-Baden, ou, na sua forma portuguesa, Bade-Bade, é uma cidade alemã situada na região administrativa (Regierungsbezirk) de Karlsruhe, no estado (Land) de Baden-Württemberg.
Era conhecida como Auréliaana Aquense (em latim: Aurelia Aquensis) ou apenas Águas (em latim: Aquae) durante o período romano.
Baden-Baden é uma cidade independente (Kreisfreie Stadt) ou distrito urbano (Stadtkreis), ou seja, possui estatuto de distrito (Kreis).

## Geografia
A maior parte da cidade, situada a cerca de 60 km de Estrasburgo e  a 40 km de Karlsruhe, situa-se no vale do rio Oos, pequeno ribeirão afluente da margem direita do Reno. A cidade formou-se por anexações sucessivas de bairros situados cada vez mais a oeste, até que chegou na planície do Reno, onde se encontram concentradas a maior parte das atividades industriais.
Apesar da urbanização sucessiva das colinas da Floresta Negra, o essencial da zona urbana concentra-se em uma longa banda de cerca de 20 km de comprimento, situada no vale.
Apenas a parte ocidental da comuna não é cercada por uma zona arborizada: de qualquer lugar da cidade pode-se caminhar menos de 2 km (às vezes bem menos) e encontrar-se em plena floresta.

## Galeria

Baden-Baden
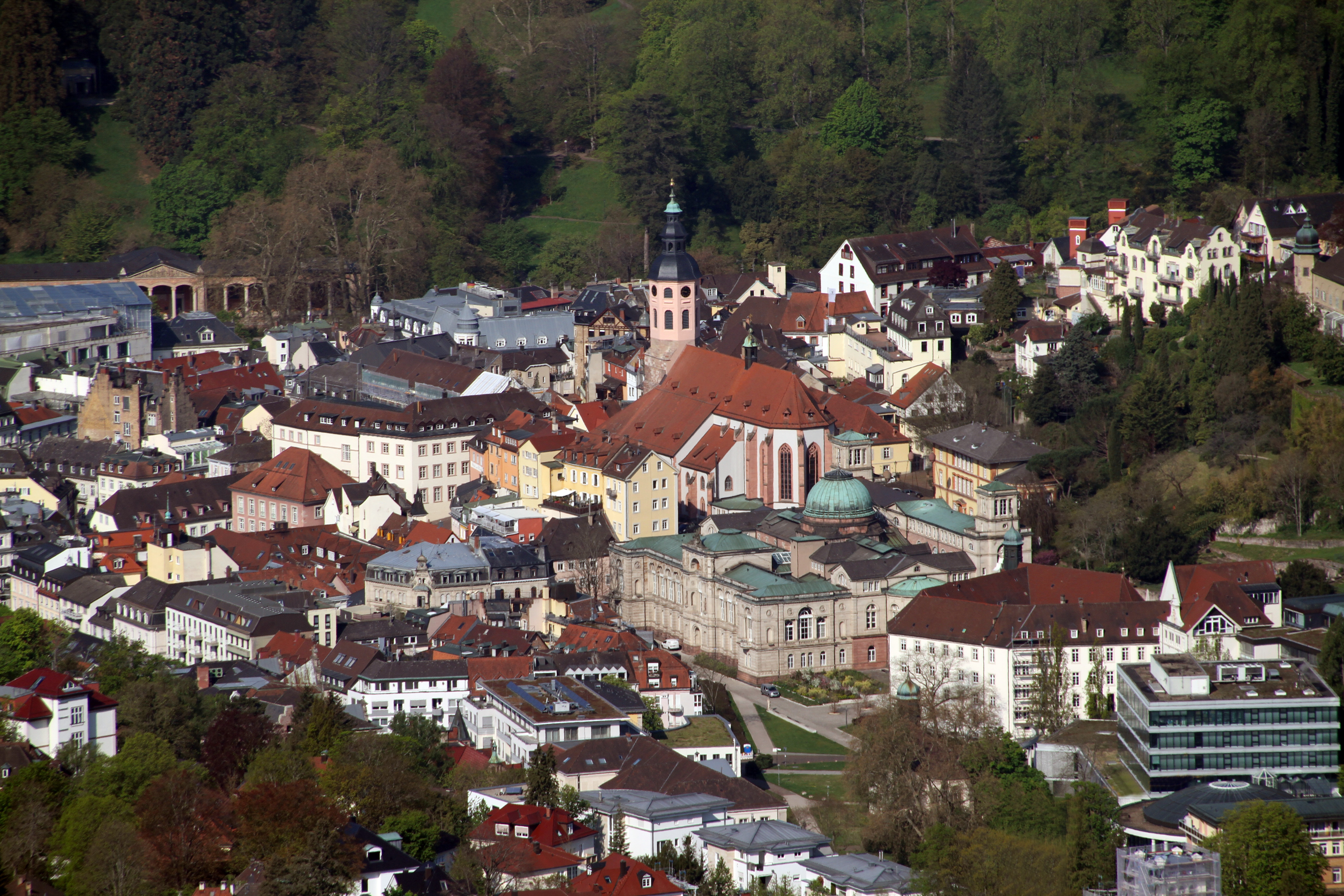
Cidade antiga
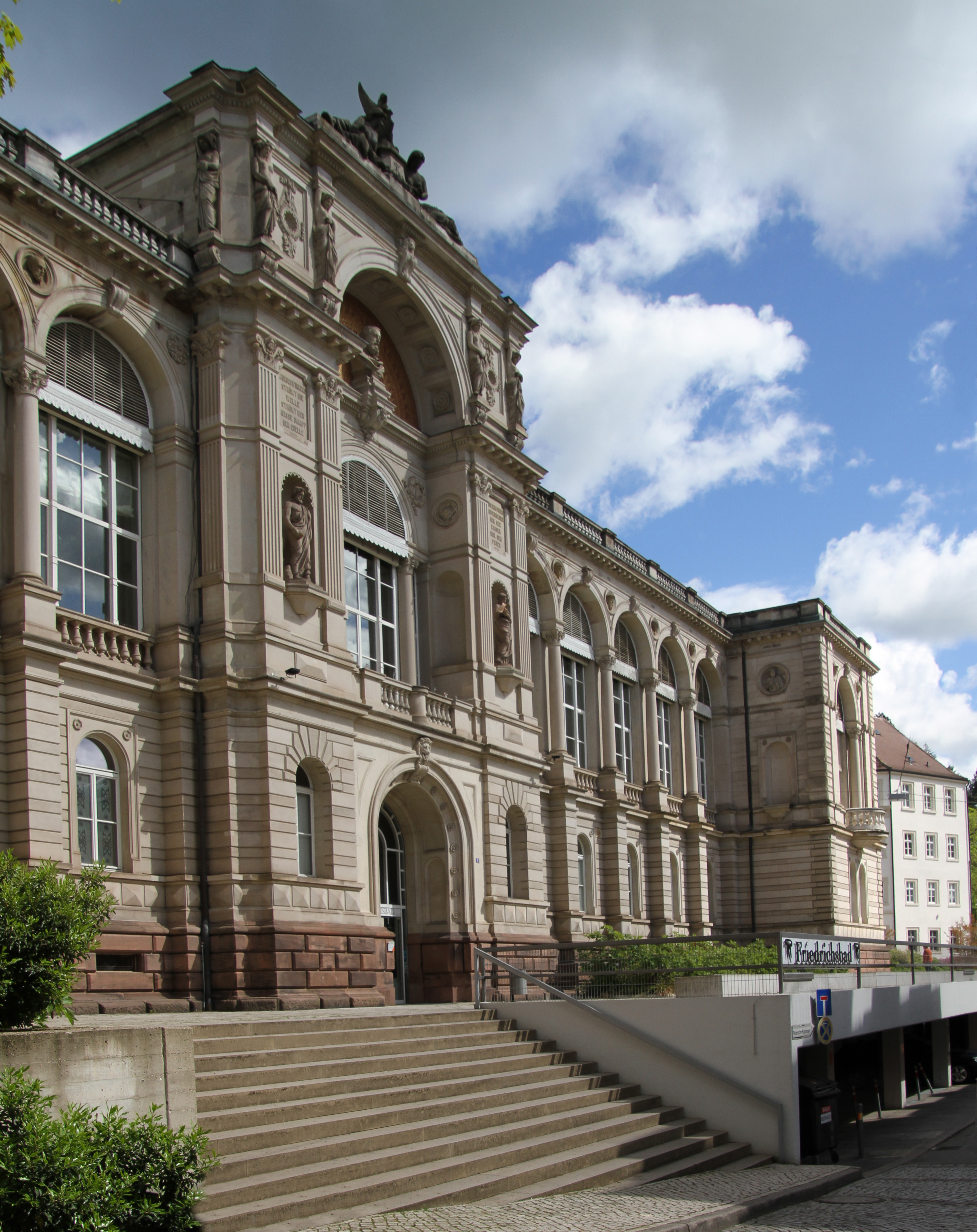
Banho 'Friedrichsbad'
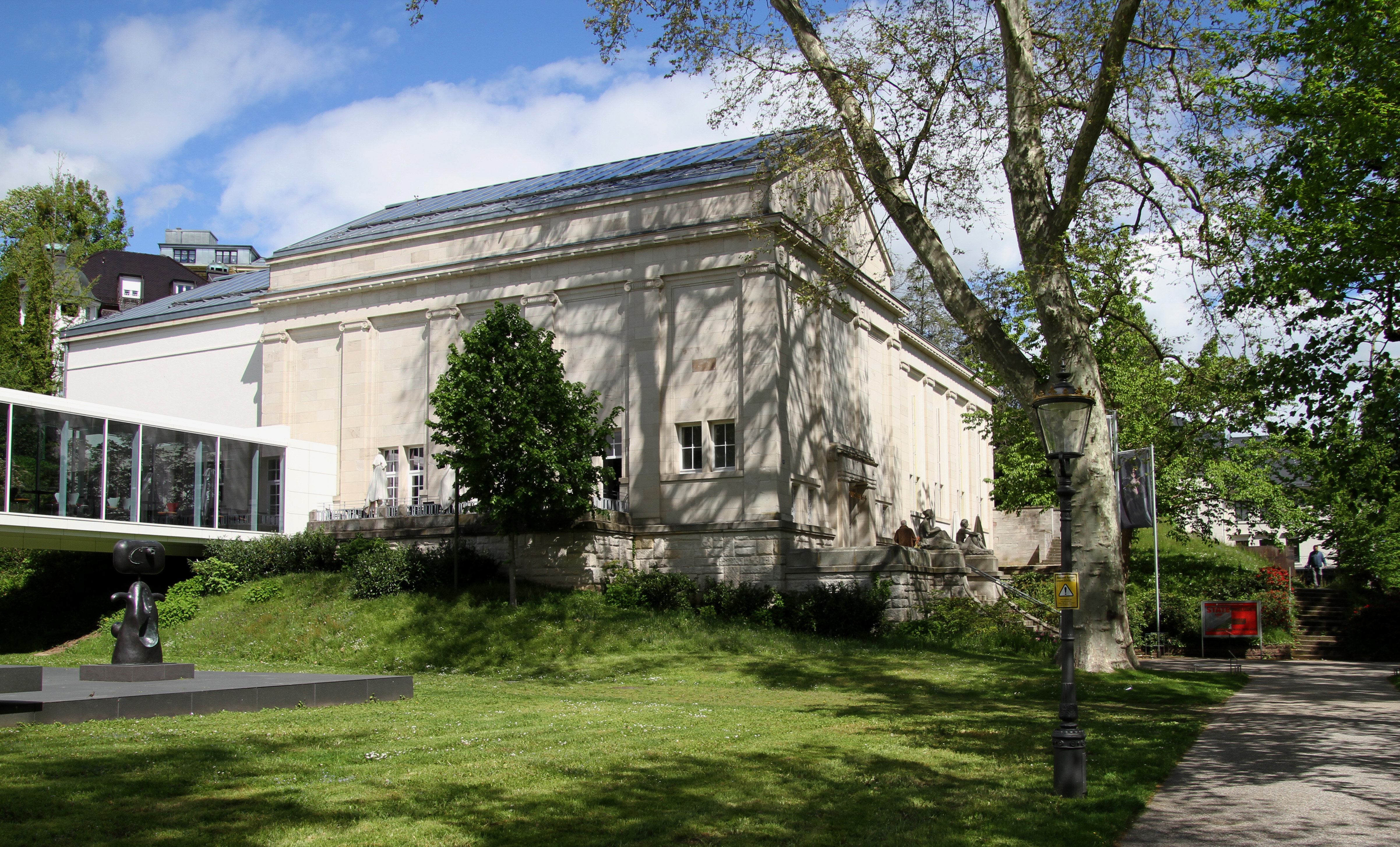
Galeria de Arte
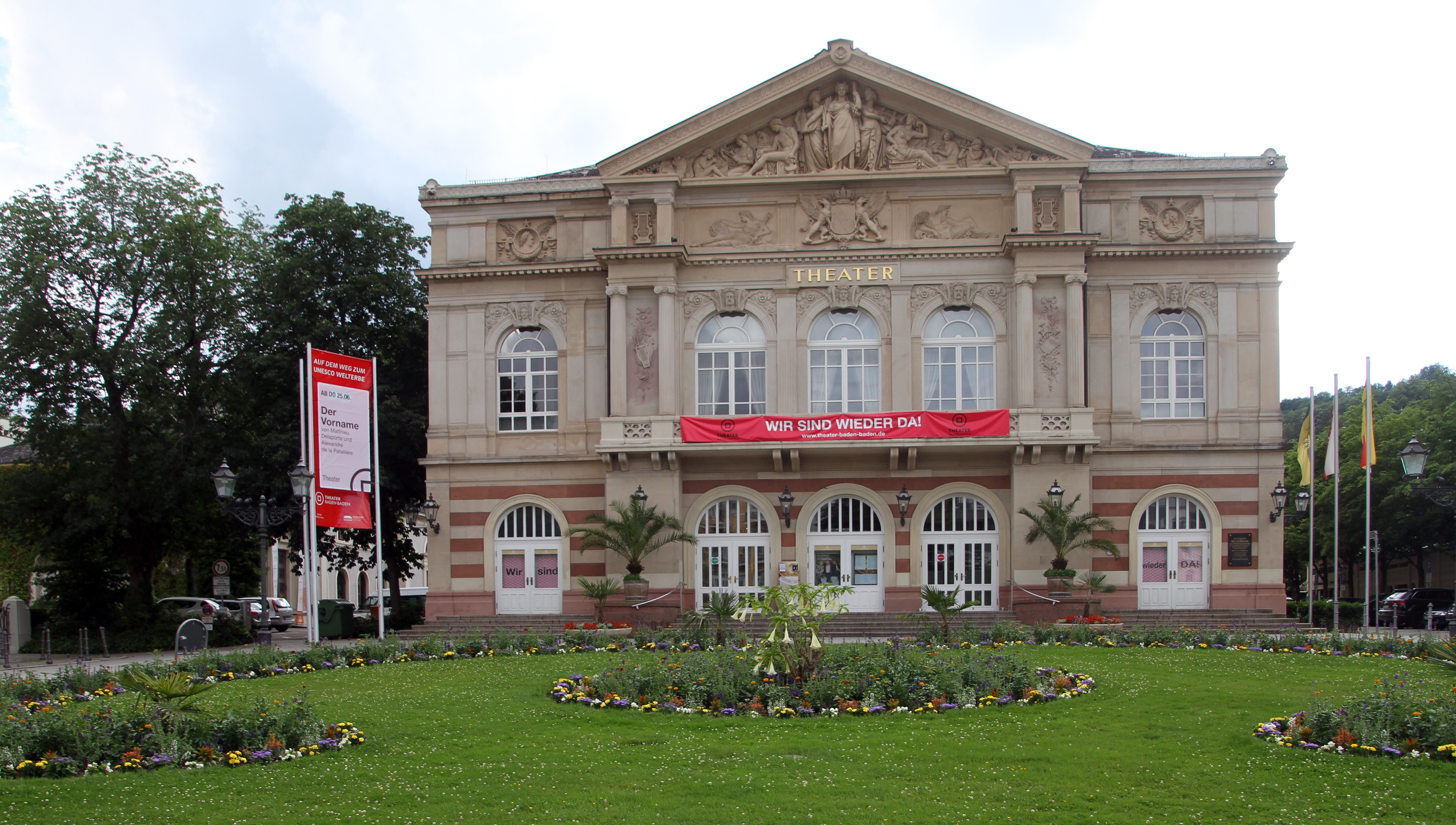
Teatro
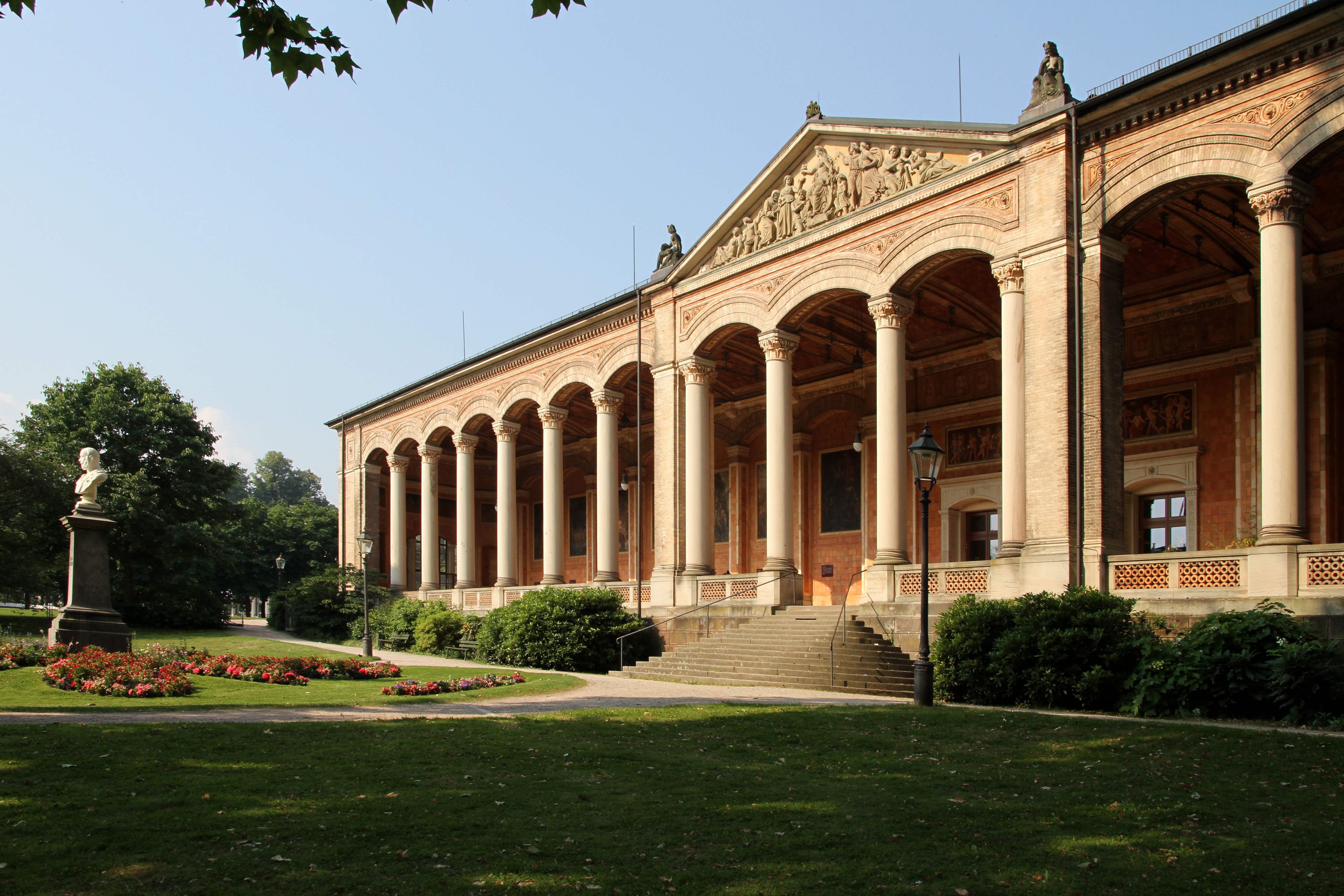
Trinkhalle
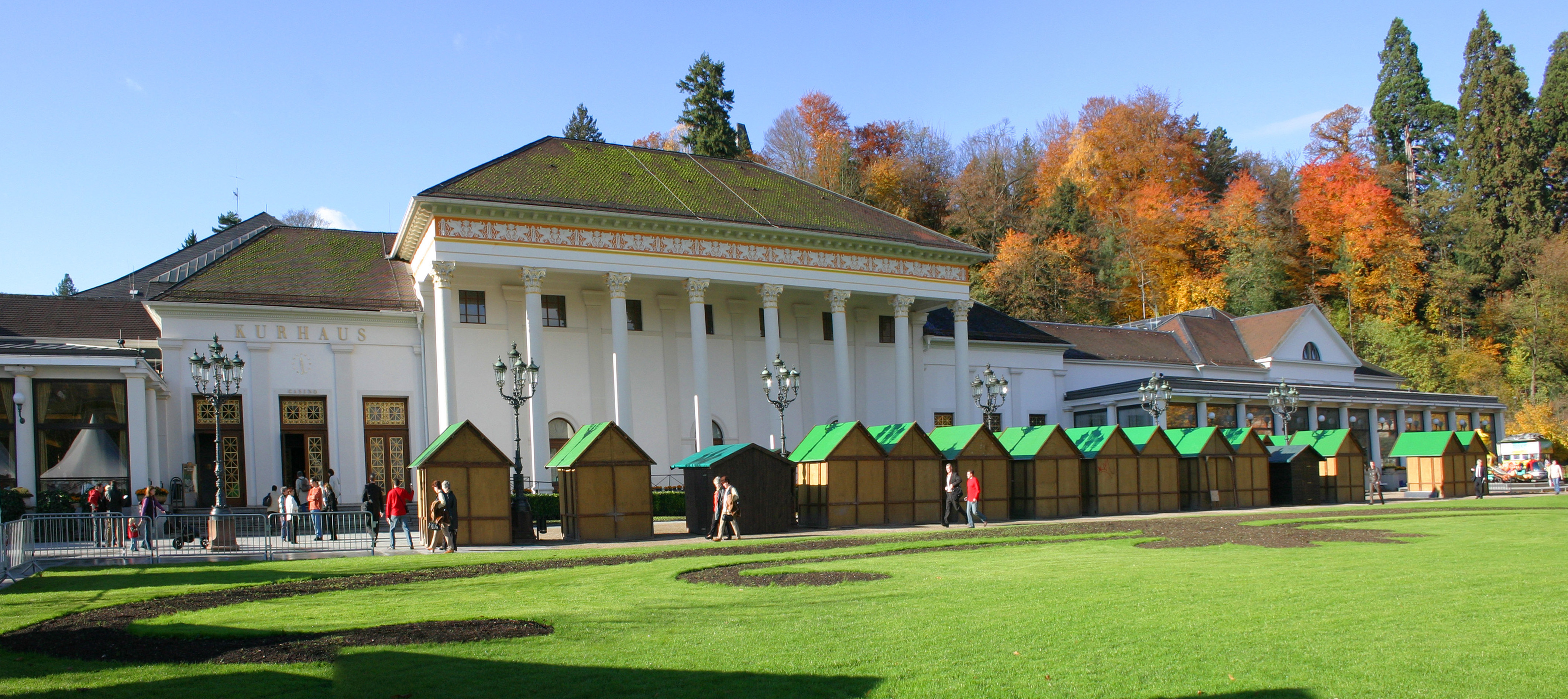
Kurhaus
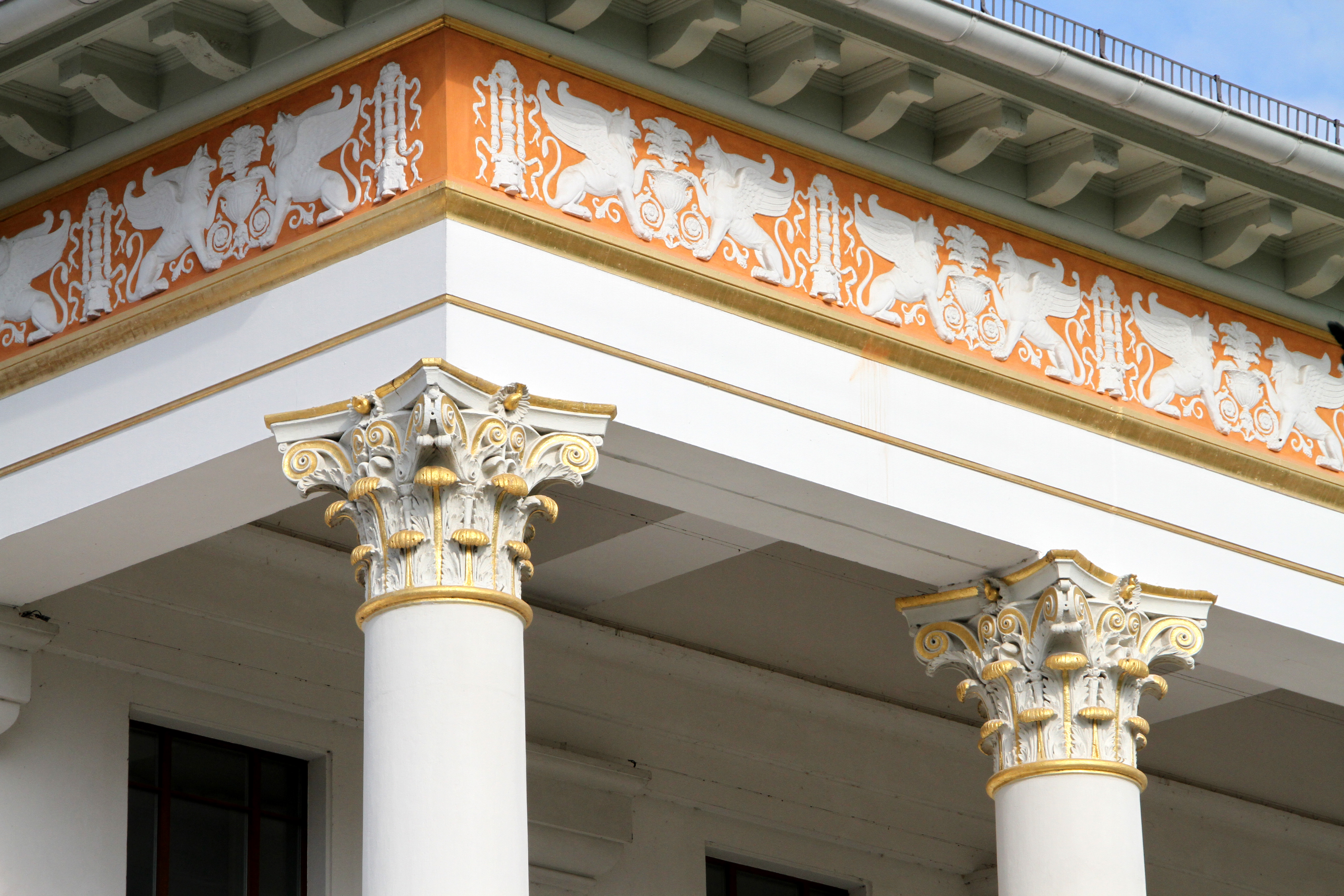
Kurhaus
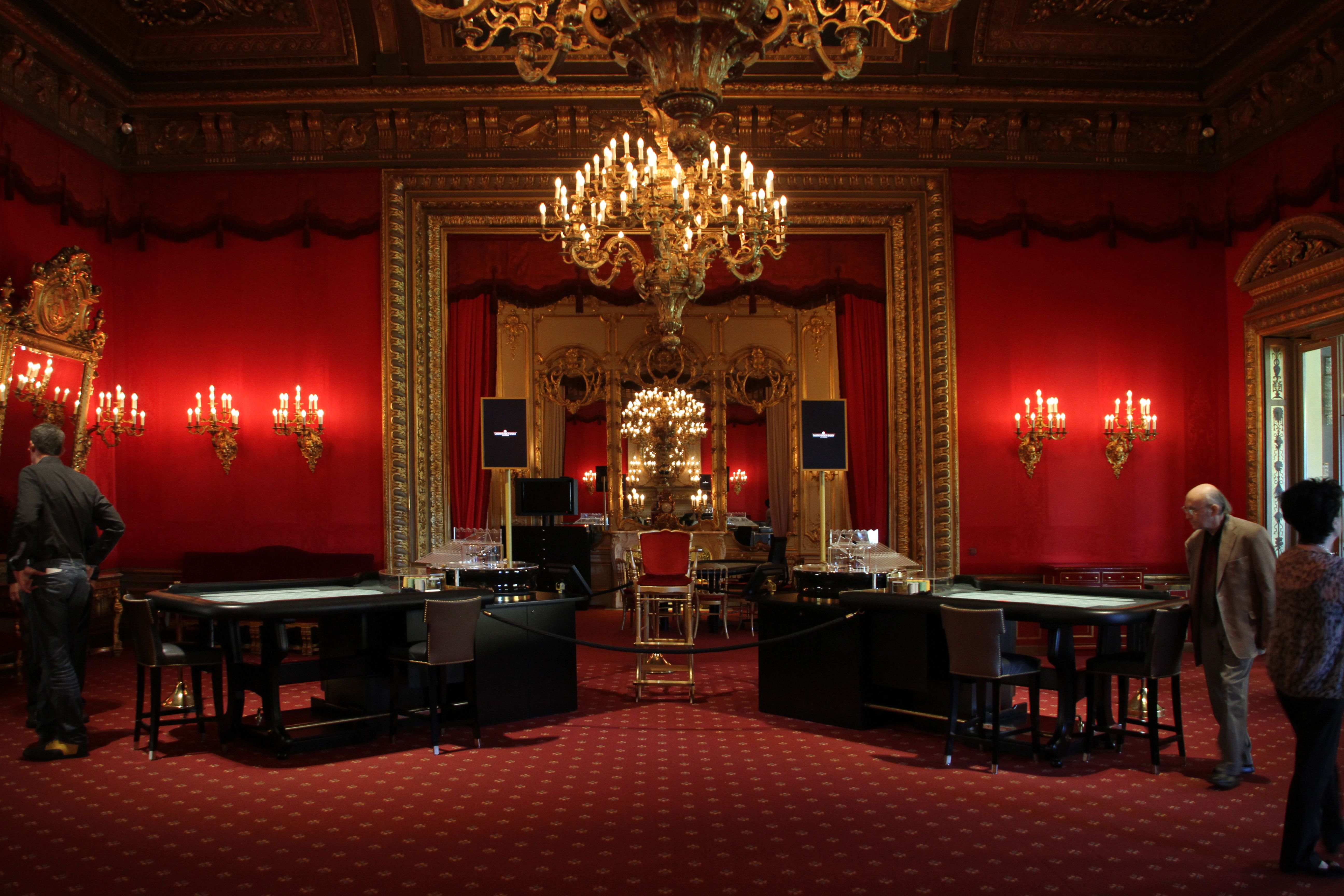
Casino
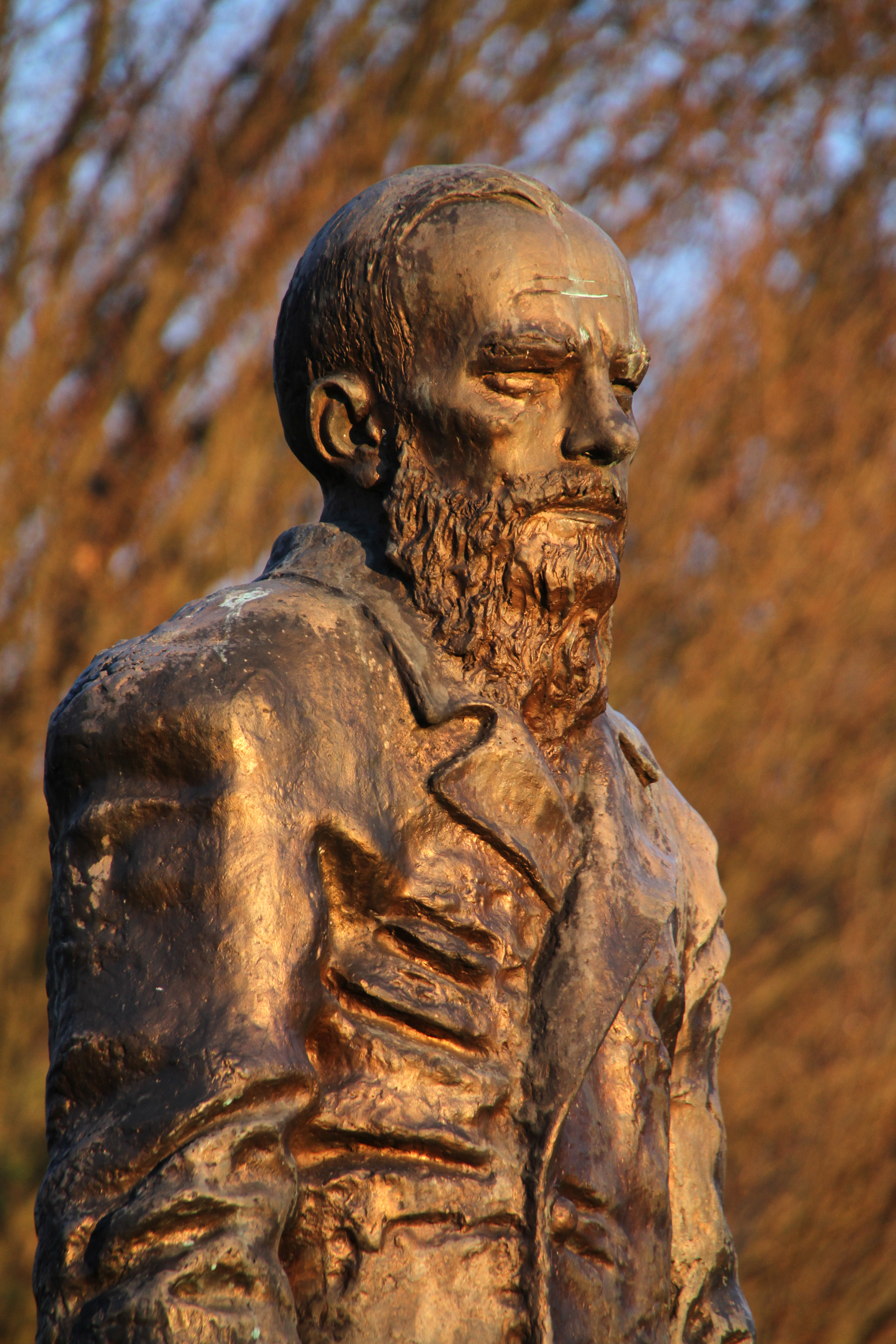
Dostoievski em Baden-Baden
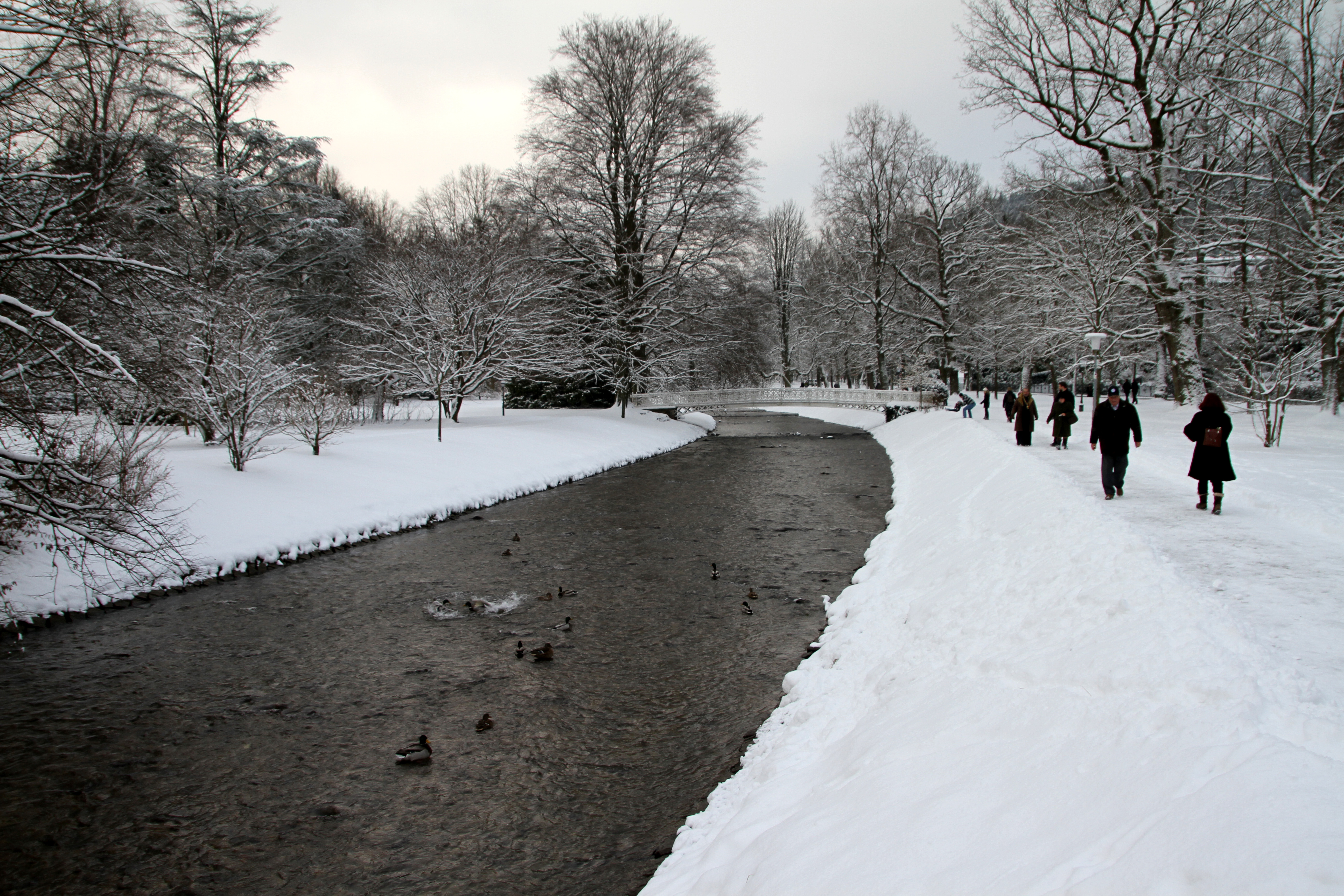
Rio Oos